# Réserve marine de La Restinga-Mar de Las Calmas
La Réserve marine de La Restinga-Mar de Las Calmas est une aire marine protégée créée sur l'île d'El Hierro sur les Îles Canaries en 1996,.
Cette réserve marine est une Zone spéciale de conservation (ZSC) et une Zone de protection spéciale (ZPS) du réseau Natura 2000 définie par la Convention de Ramsar visant la conservation des types d'habitats et des espèces animales et végétales.

## Description

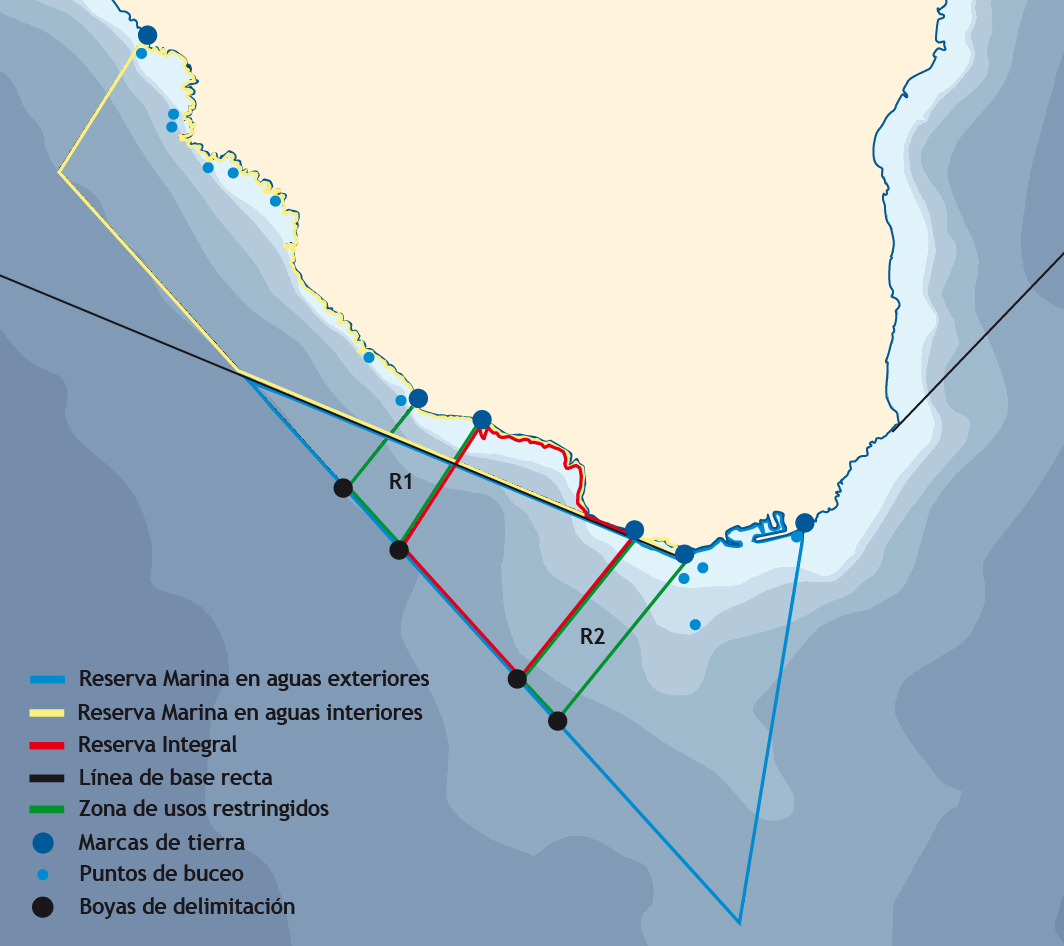
Plan de la réserve marine.

La réserve marine est située à l'extrémité sud-ouest de l'île d'El Hierro, la plus occidentale des Îles Canaries, en océan Atlantique.
Elle a été créée à la demande du secteur de la pêche, une fois confirmée la commodité de protéger les eaux et les fonds de la zone par des rapports de l'Université de La Laguna et de l'Instituto Español de Oceanografía (es).
Elle a été déclarée réserve marine par le Ministère de l'Agriculture le 24 janvier 1996.

## Faune et flore
Les eaux de la Mar des Las Calmas (es) sont calmes et les plus chaudes de l'archipel, car elles sont abritées des alizés. Les fonds marins sont abrupts et rocheux, avec des falaises et grottes, et contiennent des espèces endémiques protégées par une couverture quasi totale d'algues brunes (Phaeophyceae), dont le couvert végétal peut atteindre 70 m de profondeur.
On y rencontre nombreuses espèces d'animaux, comme la raie manta océanique (Mobula birostris), le requin-baleine (Rhincodon typus), la rare baleine à bec de Travers (Mesoplodon traversii), les tortues de mer (Chelonoidea) et les dauphins.
La réserve abrite des espèces protégées comme le tambour épineux (Chilomycterus atringa) et la langouste brune épineuse (Panulirus echinatus (en)).

## Galerie

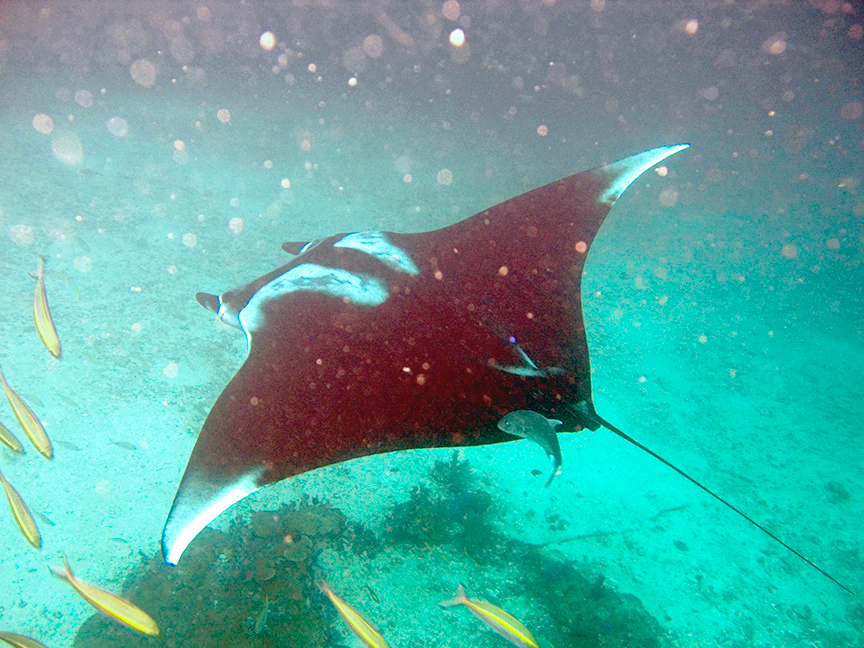
Raie manta océanique
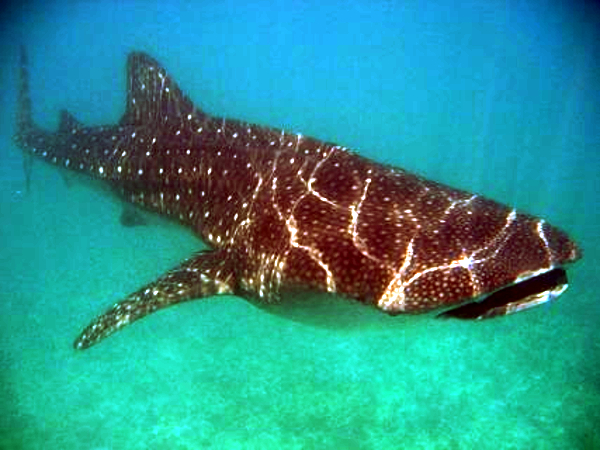
Requin-baleine
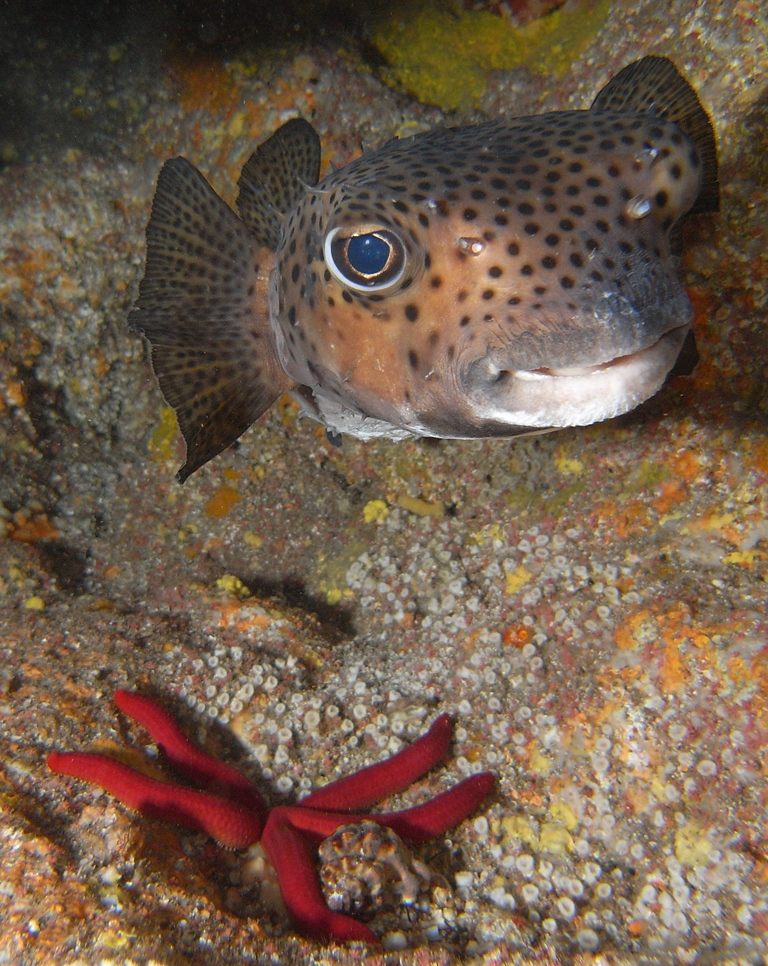
Chilomycterus atringa
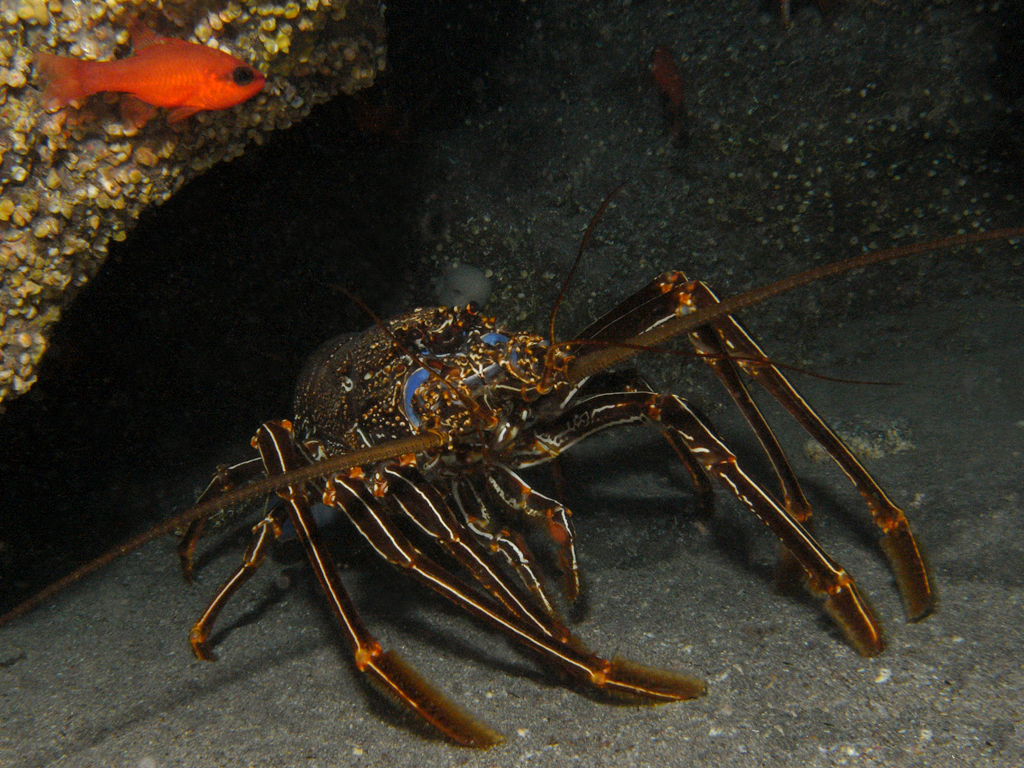
Panulirus echinatus